# 捷克LGBT權益
捷克共和國是中歐對女同性戀者、男同性戀者、雙性戀者與跨性別者（LGBT）權益態度最為自由開明的國家之一，已于2006年实现同性登記伴侶關係。

## 有關同性性行為的法律
捷克斯洛伐克於1962年將同性性行為除罪化。1990年，捷克斯洛伐克通過法案使同意年齡平等化，將同性方面自18歲調降至15歲。軍方不會過問軍人的性傾向，亦允許軍人在軍中公開性向。同性性服務業也在1990年合法化。

## 同性登記伴侶關係
捷克自2001年起可行未登記同居，允許「共同生活戶」擁有財產和住宅的繼承權利。
政府亦提出了登記伴侶關係合法化議案，其中涵蓋部分類似婚姻的權利；它在推行過程中受挫四次，分別是1998年、1999年、2001年和2005年。2005年12月16日，捷克眾議院終於通過新的登記伴侶關係議案，翌年1月26日參議院也表決採納，然而議案卻受到總統瓦茨拉夫·克勞斯否決。2006年3月15日眾議院推翻總統的否決，新法遂於同年7月1日生效。自此日起，捷克共和國便允許同性伴侶的登記伴侶關係，使其具有許多婚姻的權利。

## 反歧視保障
自1999年起，法律便禁止在軍隊中基於性傾向上的歧視。
2009年，通過了一項全方面禁止在就業、教育、住房和使用貨物及服務上基於性傾向的歧視的法律。

## 生活條件

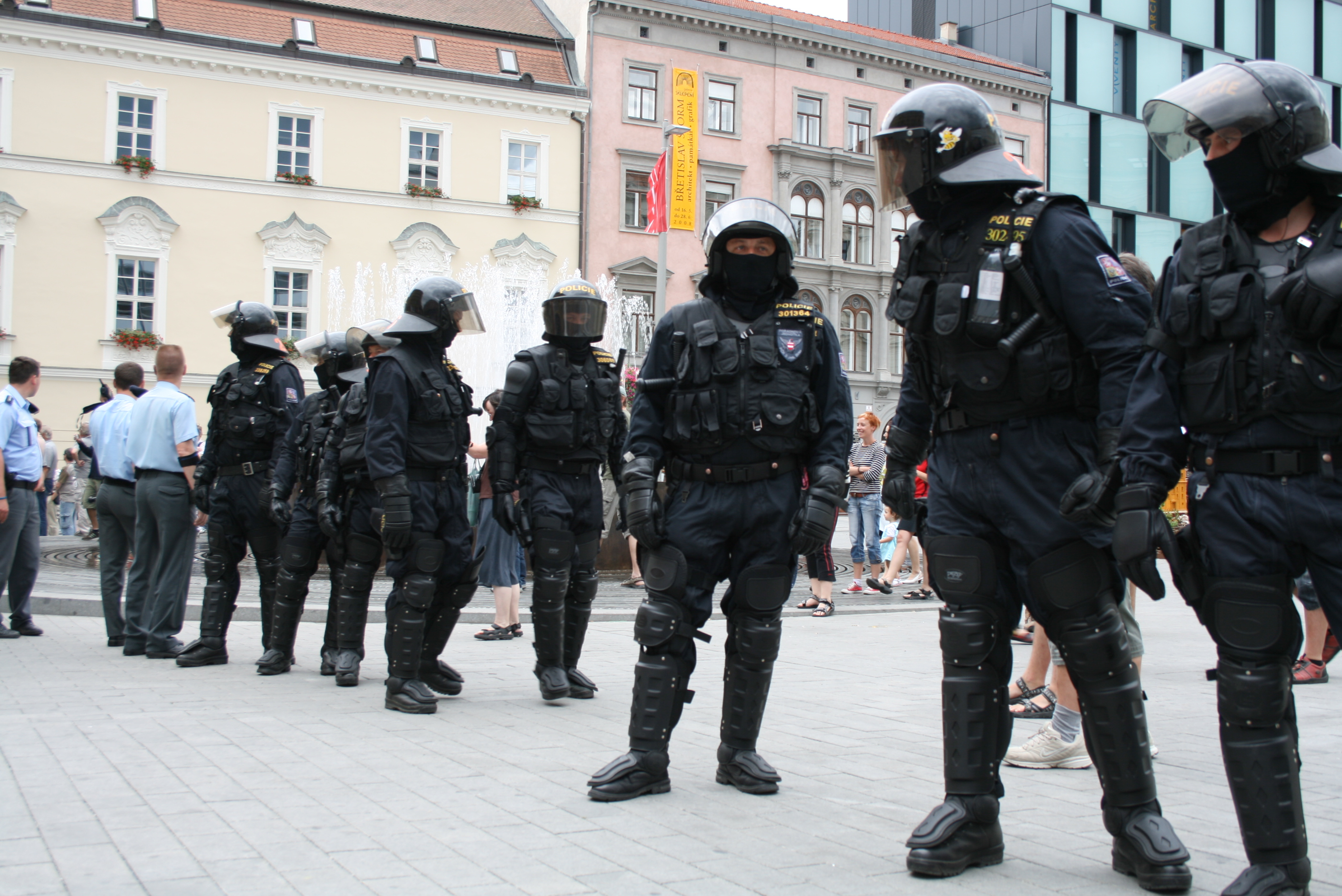
在布爾諾的「2008年酷兒大遊行」，警方拉起警戒線防止右翼極端分子入侵，只有經過槍枝搜索的人得以進入

與共產主義時代的限制相比，自1989年的天鵝絨革命以來，捷克共和國的社會已變得相對開明，並且是歐洲聯盟中對同性戀最友好的國家之一。該國宗教信仰的水平低下可能有助於此，尤其是與其鄰國波蘭、奧地利和斯洛伐克相比。
布拉格有一個相當大的同性戀社區，比國內其餘的社區都還要大，具有首都作為吸引該國同性戀青年的條件。這個城市有大型和發展良好的同性戀夜生活，尤其是威隆拉第區（Vinohrady）一帶，有至少20間酒吧和俱樂部，以及4間桑拿浴室。然而同性戀的場所在捷克的其他城鎮則分布地較為稀疏。
自2000年起，布拉格每年11月舉辦一年一度的捷克同志影展。
在2008年、2009年和2010年，該國第二大城布爾諾舉行酷兒節（Queer festival）。第一次布拉格的驕傲同性戀大遊行發生在2011年8月，取得市長和其他政治人物的官方支持。。該活動吸引了一些宗教保守團體和極右人士的負面迴響。第二次布拉格驕傲同性戀大遊行發生在2012年8月，建立了每年在布拉格舉行同性戀驕傲大遊行的傳統。
2010年年底，在布拉格市議會的贊助下，首次在捷克首都正式引進同性戀導覽地圖，這是由布拉格資訊服務（Prague Information Service）所製作。

## 變性手術
該國第一次變性手術發生在1942年，一名女性合法將其性別變更為男性。目前，該國每年有50－60人接受變性手術（該國總人口約1.6百萬）。
為了要由健康保險所支付，改變性別的請求由衛生局的一個委員會所評估。經批准後，申請人接受為期一年的激素治療，隨後是為期一年的以另一性別角色生活，例如包含穿著合適的服裝。經過這二年的手術治療後，申請人的性別便得以經過手術改變。

## 公眾意見
2004年，公眾輿論強烈支持同性伴侶的登記伴侶關係，有60%的人同意這樣的一條法律。2005年的一項調查指出，43%的捷克人有認識同性戀者，42%支持同性婚姻，62%支持登記伴侶關係，但只有18%支持同性領養。2006年，歐洲晴雨表（Eurobarometer）顯示，52%的捷克人支持完整的同性婚姻（比歐盟平均的44%高），但只有39%支持同性領養。每年CVVM對同性權利做的民調，其支持度有時略為下降，但大多上升。
| 捷克同性權利支持度（CVVM民調） | 2005年 | 2005年 | 2007年 | 2007年 | 2008年 | 2008年 | 2009年 | 2009年 | 2010年 | 2010年 | 2011年 | 2011年 | 2012年 | 2012年 | 2013年 | 2013年 |
| 捷克同性權利支持度（CVVM民調） | 支持   | 反對   | 支持   | 反對   | 支持   | 反對   | 支持   | 反對   | 支持   | 反對   | 支持   | 反對   | 支持   | 反對   | 支持   | 反對   |
| ------------------------------ | ------ | ------ | ------ | ------ | ------ | ------ | ------ | ------ | ------ | ------ | ------ | ------ | ------ | ------ | ------ | ------ |
| 登記伴侶關係                   | 61%    | 30%    | 69%    | 24%    | 75%    | 19%    | 73%    | 23%    | 72%    | 23%    | 72%    | 23%    | 75%    | 21%    | 72%    | 23%    |
| 同性婚姻                       | 38%    | 51%    | 36%    | 57%    | 38%    | 55%    | 47%    | 46%    | 49%    | 45%    | 45%    | 48%    | 51%    | 44%    | 51%    | 44%    |
| 領養權利                       | 19%    | 70%    | 22%    | 67%    | 23%    | 65%    | 27%    | 63%    | 29%    | 60%    | 33%    | 59%    | 37%    | 55%    | 34%    | 57%    |

2012年3月，一項調查指出23%的捷克人不想有同性戀鄰居。自從2003年有42%的捷克人說他們不想有同性戀鄰居以來，這是一項顯著的下降。不過在同性領養權利方面，捷克人的反對到了2013年仍舊高於贊成的比例。

## 總結表格
| 同性性行為合法化                                   | （自1962年）       |
| 同意年齡平等化                                     | （自1990年）       |
| 反就業歧視的法律                                   | （自2001年）       |
| 提供貨物與服務上的反歧視法                         | （自2009年）       |
| 在所有其他領域的反歧視法（包括間接歧視、仇恨言論） | （自2009年）       |
| 同性婚姻                                           | No                 |
| 承認同性結合                                       | （自2006年7月1日） |
| 同性伴侶的聯合與繼任收養                           | No                 |
| 單身同性戀者的收養                                 | Yes                |
| 同性戀者公開從軍                                   | Yes                |
| 合法變性的權利                                     | Yes                |
| 將變性者列為疾病                                   | No                 |
| 所有伴侶與個人皆可平等使用體外人工受精與代理孕母   | No                 |
| 男男性行為者可以捐血                               | ／（12個月後）     |

## 外部連結
- 2011年布拉格同志大遊行官方網站 （页面存档备份，存于）（英文）
- 布拉格同志指南 （页面存档备份，存于）（英文）